# Résolution 499 du Conseil de sécurité des Nations unies
Membres permanents
- Chine
- États-Unis
- France
- Royaume-Uni
- URSS

Membres non permanents
- Allemagne de l'Est
- Espagne
- Irlande
- Japon
- Mexique
- Niger
- Panama
- Philippines
- Tunisie
- Ouganda

Résolution no 498 Résolution no 500
La résolution 499 du Conseil de sécurité des Nations unies fut adoptée à l'unanimité le 21 décembre 1981. Après la mort du juge de la Cour internationale de Justice (CIJ) Abdullah El-Erain, le Conseil a décidé que les élections pour le siège devenu vacant à la CIJ auraient lieu au Conseil de Sécurité et lors de la trente-sixième session de l'Assemblée générale.